# Grand-Bourg
Grand-Bourg is een gemeente op ongeveer een derde van het eiland Marie-Galante van het Franse overzeese departement Guadeloupe en telde 5.002 inwoners in 2019. De oppervlakte bedraagt 55,54 km².

## Geschiedenis
In 1653 werd een fort gebouwd bij Grand-Bourg. De plaats had de grootste haven van het eiland en groeide uit tot hoofdplaats. In 1838 werden twee gemeenten opgericht: Grand-Bourg en Prince de Joinville voor het omringende platteland. In 1849 werden ze samengevoegd tot één gemeente.

## Plantage Murat
In 1807 werd een suikerrietplantage met 118 slaven gekocht door Dominique Murat. In 1839 was het de grootste plantage van Guadeloupe met 307 slaven, maar tegen het eind van de 19e eeuw werd de plantage verlaten. In 1983 werd het gekocht door de overheid van Guadeloupe, gerestaureerd en wordt gebruikt als ecomuseum.

## Plantage Roussel Trianon
Roussel Trianon is een voormalige suikerrietplantage uit 1669. Een fabriek werd aan de end van de 18e eeuw toegevoegd, en in 1845 werd een stoommachine geïnstalleerd ter vervanging van de windmolen. De plantage werd in 1874 verlaten. In 1981 werden de gebouwen gerestaureerd, en kreeg de plantage een monumentenstatus.

## Terre de Blues
Terre de Blues is een jaarlijks muziekfestival dat tijdens Pinksteren wordt gevierd. Tijdens het festival is er een dorp gebouwd waar ambachtslieden hun kunsten vertonen. Er worden blues, funk en reggae-concerten gegeven op het terrein van Plantage Murat.

## Galerij

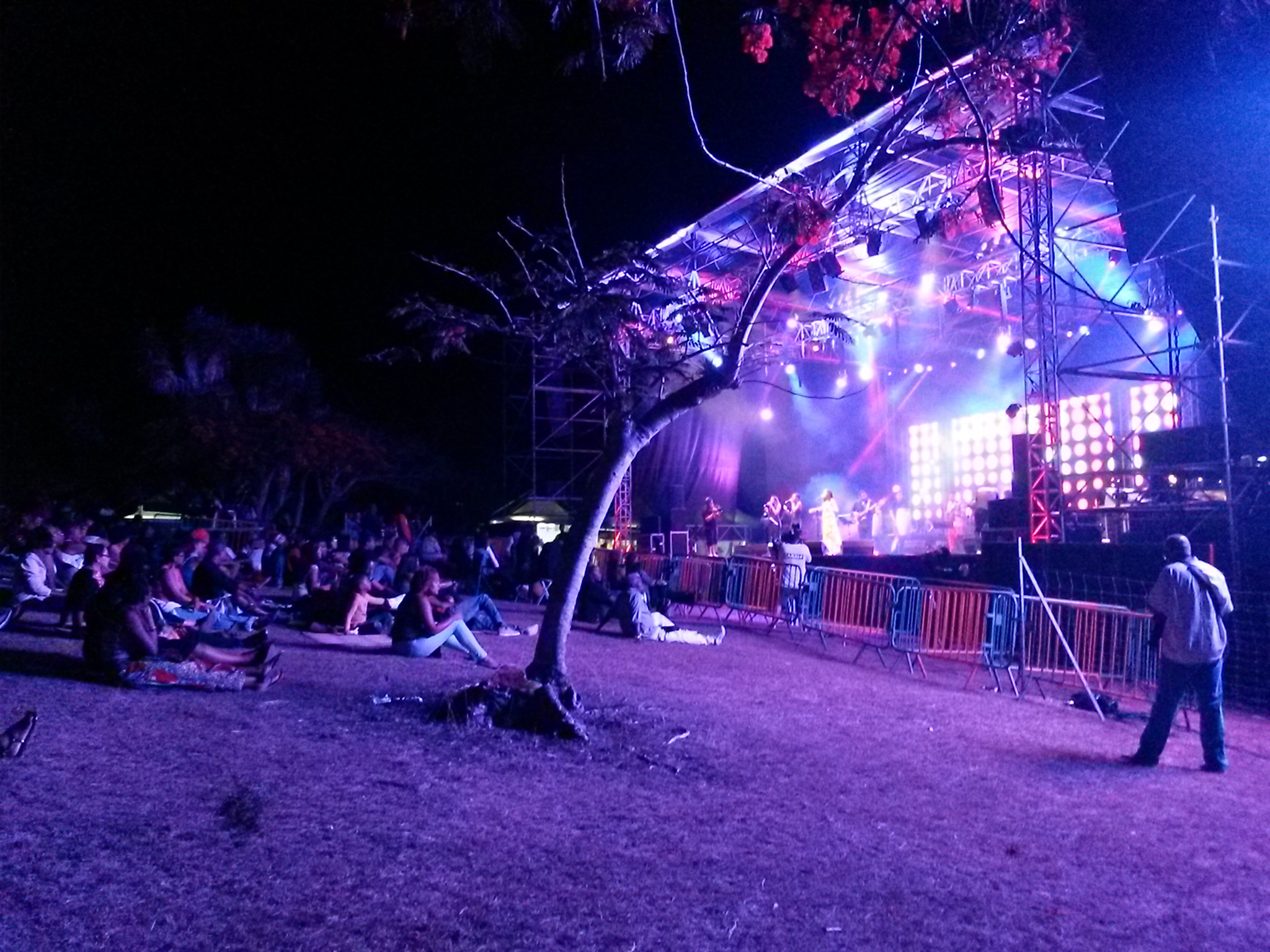
Terre de Blues (2014)
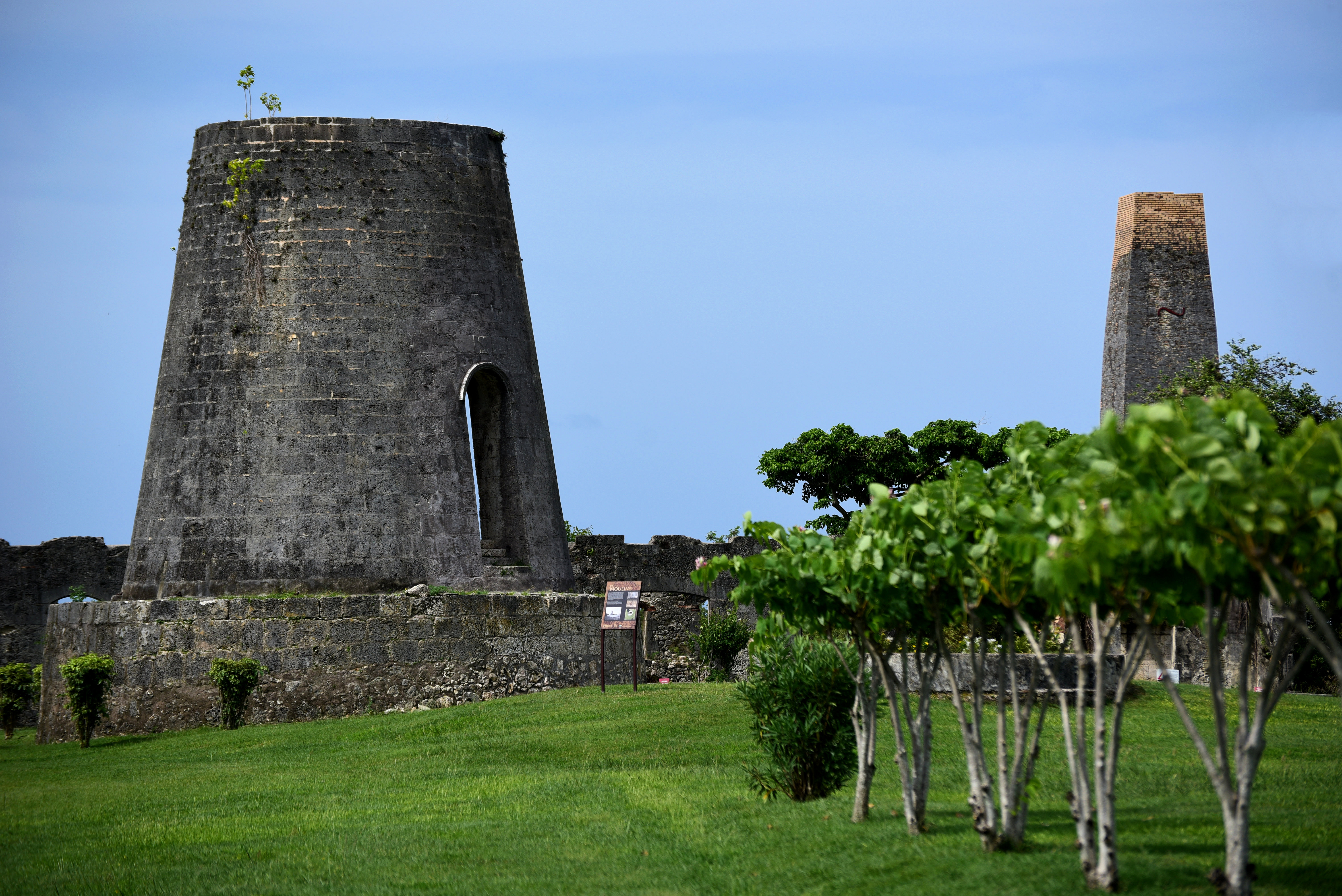
Ruïnes van plantage Roussel-Trianon
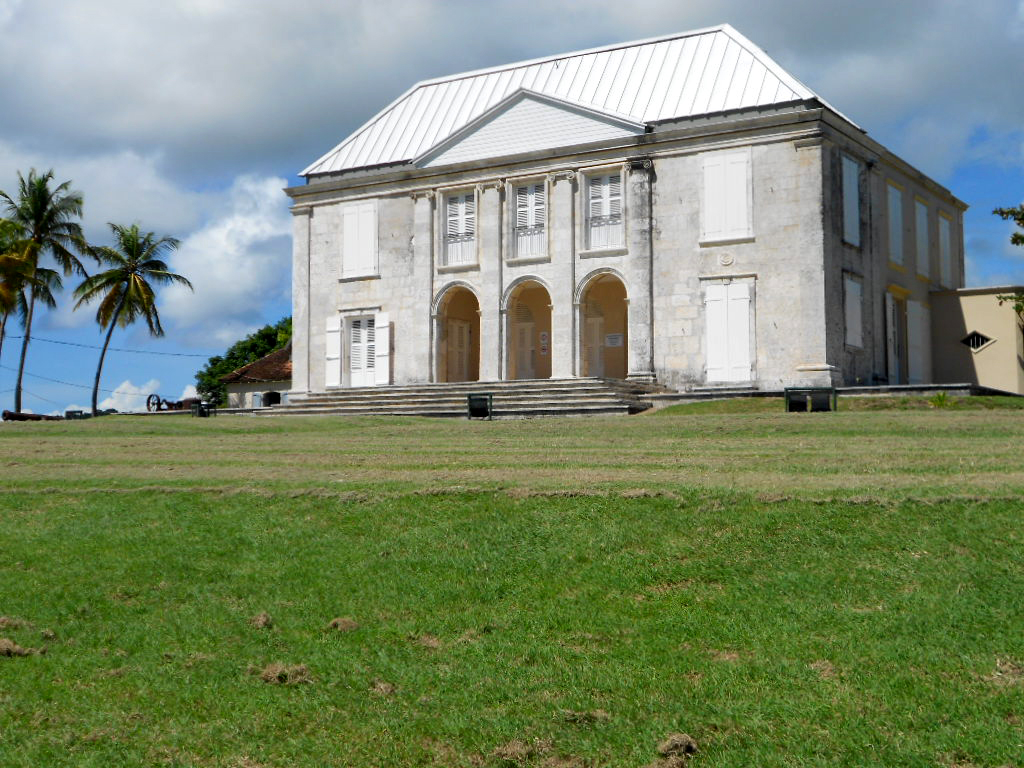
Plantagehuis Murat

- Bibliothèque nationale de France: cb12170314k (data)
- Gemeinsame Normdatei: 7528326-8
- MusicBrainz: 4fe05698-f335-4aef-9e57-9be76165f62d
- Virtual International Authority File: 85144648412801299142

Les Abymes · Anse-Bertrand · Baie-Mahault · Baillif · Basse-Terre · Bouillante · Capesterre-Belle-Eau · Capesterre-de-Marie-Galante · Deshaies · La Désirade · Le Gosier · Gourbeyre · Goyave · Grand-Bourg · Lamentin · Morne-à-l'Eau · Le Moule · Petit-Bourg · Petit-Canal · Pointe-à-Pitre · Pointe-Noire · Port-Louis · Saint-Claude · Sainte-Anne · Sainte-Rose · Saint-François · Saint-Louis · Terre-de-Bas · Terre-de-Haut · Trois-Rivières · Vieux-Fort · Vieux-Habitants